# Blaues Lamm

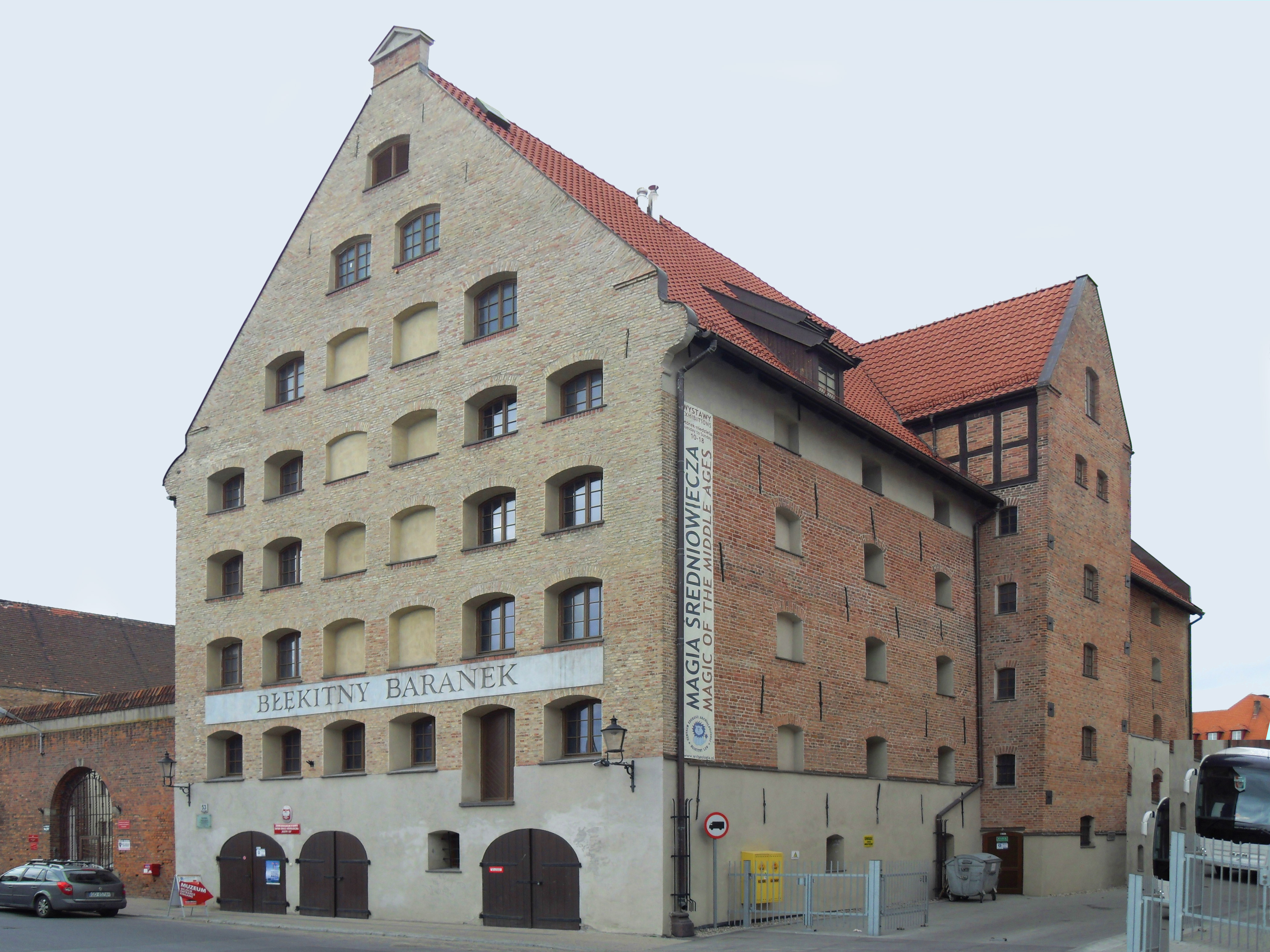
Blaues Lamm von der Hopfengasse gesehen

Das Blaue Lamm ist der einzige Danziger Speicher mit intakt erhaltenen Bauelementen. Er befindet sich auf der Speicherinsel, Hopfengasse (ulica Chmielna) 53. Er beherbergt eine Zweigstelle des Archäologischen Museums Danzig und wird in dieser Funktion auch „Blauer Löwe“ genannt.
Der Bau des siebenstöckigen Speichers wurde im 16. Jahrhundert begonnen und dauerte bis ins 18. Jahrhundert, einige Holzelemente stammen aus dem Jahr 1360.
Nach dem Zweiten Weltkrieg diente er zunächst als Lagergebäude, 1995 wurde er Sitz des Archäologischen Museums.
Von 1995 bis 2008 wurde das Gebäude renoviert, unter anderem wurden die Fundamente befestigt und die Holzkonstruktion erneuert. Die Fassaden wurden gesäubert. Am 7. April 2011 wurde das Museum mit dem Preis der Europäischen Union „Europa Nostra“ in der Kategorie Denkmalpflege ausgezeichnet.
Im Museum wurde die Atmosphäre des mittelalterlichen Danzigs dargestellt. Es sind unter anderem 14 mittelalterliche Werkstätten zu sehen, wie Schuster, Bernsteinmeister, Schneider, Barbier, Waffenschmied sowie eine öffentliche Badeanstalt. Die 18 Figuren der ehemaligen Danziger Einwohner tragen handgenähte Kleidung aus handgewebten Stoffen.
Koordinaten: 54° 20′ 41,3″ N, 18° 39′ 18,9″ O

## Quelle
- Blauer Löwe